# Галька Гнат Михайлович
о. Гнат (Ігнатій) Михайлович Галька (Галько, 1 лютого 1824/1 (13) лютого / 10 лютого Золотники / Зарваниця — 26 квітня 1903, Дубківці) — український галицький громадський діяч, москвофіл, священик УГКЦ, фольклорист, публіцист, посол до віденського парламенту й Галицького сойму. Псевдоніми, криптоніми: Жегота, Михайлов Навротник, И. М. Г., Ж. М. Н.

## Біографія
Народився 1 лютого 1824 року в селі Золотники (нині Тернопільського району Тернопільської області, Україна, тоді Королівство Галичини та Володимирії). Батько — дрібний шляхтич, «приватний офіціяліст».
Навчався в нормальній школі в Бучачі та гімназії.
Учасник Собору руських учених (1848 р.). У 1850 році закінчив у Львові духовну семінарію. Висвячений 1850 року. Працював у Тернополі (помічник пароха у 1851–53 роках), згодом — парохом у селі Дубківці (до смерти). 1859–1874 роки — Скалатський декан УГКЦ. 1855 року призначений наглядачем народних шкіл у Тернополі і селах Тернопільщини (Гримайлівського повіту). 
З 1869 до 1876 року — посол до Галицького крайового сойму:
- 2-го скликання — обраний 13 червня 1869 р. замість доктора Івана Борисикевича в окрузі Копичинці — Гусятин, IV курія, входив до «Руського клубу»[5]
- 3-го скликання — обраний 1870 р. в окрузі 38 Скалат — Гримайлів, IV курія, входив до «Руського клубу».[6]

З 1873 року протягом 6-ти років — посол до Райхсрату Австро-Угорщини від округу 26 Теребовля—Гримайлів—Гусятин—Копичинці. В парламенті входив до Руського клубу.
Член-засновник Галицько-Руської матиці та общества ім. Качковського. 1894 року пожертвував Станиславівській філії общества ім. Качковського 2000 золотих ринських, за що був оголошений покровителем.
Помер 26 квітня 1903 року у селі Дубківці, тепер село Раштівці Тернопільської області.

## Твори
Займався вивченням народних звичаїв та обрядів, збиранням фольклорно-етнографічних матеріалів (друкував у москвофільській пресі). Друкувався під псевдонімом Жегота Михайлов Навротник, И. М. Г., Ж. М. Н. та іншими. Опублікував працю «Руські посли в краєвому сеймі і Державній думі», збірник «Народні звичаї і обичаї над Збручем» у двох частинах (1860, 1862 рр.), «Народний празник Купала» (1861), «Приказки» (1874), «З народних казок» (1893), «Народні звичаї по галицькому березі ріки Збруч» (1893), «Народні притчі і примовки» (1894). Він також автор праць «Початок розумного землеробства» (1875), «Сільська господиня» (1875), «Виклади (лекції) про малоземельне господарство» (1877), «Про наші шкільні справи» (1883) та ін. Друкував статті на етнографічні та аграрні теми у журналах «Вісник», «Слово», «Неділя», «Галичанин», «Ластівка», «Учитель», «Наука» та ін.